# اچ‌دی ۲۲۲۰۹۳
اچ‌دی ۲۲۲۰۹۳ یک ستاره است که در صورت فلکی دلو قرار دارد.